# Stichopogon inconstans
Stichopogon inconstans là một loài ruồi trong họ Asilidae. Stichopogon inconstans được Wiedemann miêu tả năm 1828. Loài này phân bố ở vùng Cổ Bắc giới và châu Á.